# Patrick Nyambe
Patrick Kakozi Nyambe, né le 23 octobre 2002, est un athlète zambien, spécialiste du 400 mètres.

## Biographie
Il est médaillé d'argent du relais 4 × 400 m lors des championnats d'Afrique 2022.
En 2024, il remporte la médaille d'or du relais 4 × 400 m lors des Jeux africains à Accra au Ghana. L'équipe de Zambie, composée par ailleurs de Kennedy Luchembe, David Mulenga et Muzala Samukonga, établit un nouveau record national ainsi qu'un nouveau record de la compétition en 2 min 59 s 12, obtenant leur qualification pour les Jeux olympiques de 2024.

## Palmarès
| Date | Compétition            | Lieu         | Résultat | Épreuve   | Marque        |
| ---- | ---------------------- | ------------ | -------- | --------- | ------------- |
| 2022 | Championnats d'Afrique | Saint-Pierre | 2e       | 4 × 400 m | 3 min 5 s 53  |
| 2022 | Jeux du Commonwealth   | Birmingham   | 5e       | 4 × 400 m | 3 min 4 s 76  |
| 2024 | Jeux africains         | Accra        | 1er      | 4 × 400 m | 2 min 59 s 12 |
| 2024 | Championnats d'Afrique | Douala       | 3e       | 4 × 400 m | 3 min 2 s 56  |
| 2024 | Jeux olympiques        | Paris        | 8e       | 4 × 400 m | 3 min 2 s 72  |

## Records
| Épreuve | Marque  | Lieu  | Date         |
| ------- | ------- | ----- | ------------ |
| 400 m   | 45 s 17 | Ndola | 12 mars 2023 |